# Loupnice
Loupnice je drobný vodní tok v okrese Most dlouhý 13,4 km, který je levobřežním přítokem řeky Bíliny.

## Pramen
Pramení v Krušných horách na jihovýchodním svahu vrchu Kamenec (814 m) v nadmořské výšce 781 metrů.

## Průběh toku
- Horní tok - protéká Hamerským údolím, kde byla pod soutokem s Klínským potokem v období od června 1911 do prosince 1913 vybudována vodní nádrž Janov.
- Střední tok - pod nádrží začíná Litvínov (Hamr), touto městskou částí protéká částečně v podzemí a regulovaným korytem. Nachází se zde i malé území pro rozliv řeky v případě povodní a je tu přítok Janovský potok. Ještě část protéká městem a město opouští průtokem prod bývalou tratí do Horního Jiřetína a soutokem s Černým potokem.Za tímto soutokem se nachází nová hráz tvořící poldr pod jehož hrází se vlévá Panenský potok.
- Dolní tok - zde tok protéká zalesněnou oblastí a ústí do retenční nádrže, která leží u paty Hornojiřetínské výsypky. Stéká se zde s Panenským potokem, který teče z retenčních nádrží Rudý sever, kam je zaústěno odlehčovací koryto Bílého potoka. Odtud pokračuje k Hornímu Jiřetínu, kde je vybudována nádrž Vítěz. Po opuštění nádrže se do Loupnice vlévá Jiřetínský potok, do kterého na konci obce ústí přeložka Šramnického a Černického potoka. V prostoru bývalé obce Dolní Jiřetín protéká nádrž Jiřetín II a poté se Loupnice vlévá do Bíliny.

## Obecně
Horní tok je čistý a většinou bez zásahu člověka s výmkou vodní nádrže Janov. Střední tok je poznamenán regulacemi jako protipovodňovými opatřeními. Od části kde potok opouští Litvínov je průběh toku ovlivněn výsypkovým hospodářstvím. Jsou zde přeložky toku a retenční nádrže.

## Přítoky
- Klínský potok
- Janovský potok
- Panenský potok
- Jiřetínský potok.